# Kabaret Chyba
Kabaret Chyba – polski kabaret z Wrocławia, utworzony w 2007.
Obecnie w Kabarecie Chyba występują: Piotr Gumulec, Jakub Józef Antoni Krzak, Krzysztof Wilkosz, Magdalena Gumulec.

## Nagrody
- I miejsce 26. PaKA (2010)
- Grand Prix XI PrzeWAŁki (2010)
- I miejsce na Trybunałach Kabaretowych (2010)
- III miejsce na Lidzbarskich Wieczorach Humoru i Satyry (2010)
- III miejsce na festiwalu Mulatka w Ełku (2010)
- III miejsce na festiwalu Szpak w Szczecinie (2010 i 2011)
- II miejsca na festiwalu PKS w Warszawie (2010)
- I miejsce na Trybunałach Kabaretowych (2010)
- I miejsce na VII Zielonym Saloniku Młodych Kabaretów (2010)
- Nagroda specjalna "Ogórek na lunch"
- Nagroda za Osobowość Sceniczną dla Piotra Gumulca na XI PrzeWAŁce
- Nagroda Publiczności na festiwalu "Fermenty 2009"
- Grand Prix na Eliminacjach Regionalnych do 38. (2008) oraz 39. (2009) FAMY we Wrocławiu
- "Trójka" za najlepszy skecz (2008)
- I miejsce w konkursie dziennym organizowanym przez Polskie Radio